# Titan Publishing Group
Titan Publishing Group es la división editorial de la empresa de entretenimiento británica Titan Entertainment, que se estableció como Titan Books en 1981. La división de libros tiene dos áreas principales de publicación: vínculos de cine y televisión y libros de referencia de cine; y referencias de novelas gráficas y cómics y títulos de arte. Sus sellos son Titan Books, Titan Comics y Titan Magazines.

## Titan Books
Titan Books es una editorial de libros relacionados con películas, videojuegos y televisión. En 2011, la compañía publica un promedio de 30 a 40 títulos de este tipo por año, en una variedad de formatos, desde libros sobre cómo se hizo hasta guiones, pasando por novelas y complementos de televisión, y tiene un programa de reimpresión de fondo.
El primer título de Titan Books fue una colección de bolsillo comercial de las historias de Judge Dredd de Brian Bolland de 2000 AD. Titan Books siguió al primer título con muchas otras reimpresiones de 2000 AD. Posteriormente, la editorial amplió sus operaciones y publicó su primer título original en 1987 (You Are Maggie Thatcher, de Pat Mills y Hunt Emerson). Por esta época, Titan también comenzó a publicar la revista Escape (aunque el título fue cancelado en 1989). Titan Books continúa publicando novelas gráficas nuevas y con licencia, así como películas y televisión.
La gama de ficción de Titan Books incluye enlaces limitados a cómics y novelizaciones de películas como Terminator Salvation, Iron Man, The X-Files: I Want to Believe, Transformers, Transformers: la venganza de los caídos, Transformers: el lado oscuro de la luna, The Dark Knight Rises y Firefly
Titan también publica libros de mesa sobre animación, cultura popular, coleccionables y arte de cómics y fantasía, incluidos Harryhausen: The Lost Movies publicado en 2019 y Flash Gordon: The Official Story of the Film publicado en 2020 y Escape From New York: The Official Story of the Film publicada en 2021, toda escrita por John Walsh. A partir de 2016, la directora editorial de Titan Books es Laura Price.

## Titan Comics
Titan Books también publica libros de bolsillo y novelas gráficas en el Reino Unido y Estados Unidos bajo el sello Titan Comics. La empresa tiene un catálogo de más de 1.000 novelas gráficas. Sus títulos incluyen propiedades y personajes con licencia como Batman, Doctor Who, Padre de familia, Héroes, Nemi, Superman, Judge Dredd y otros personajes de 2000 AD, el título del cómic Vertigo Sandman, Los Simpson, Star Wars, Tank Girl, The Real Ghostbusters, Tortugas Ninja, Transformers, The Walking Dead, Life Is Strange, Roy of the Rovers, Dan Dare, WWE Heroes, World of Warcraft y Bloodborne. Además de los títulos con licencia, Titan Comics también publica series propiedad de sus creadores, como Bloodthirsty: One Nation Under Water (2015–2016) y Man Plus (2015-2016).
En 2010, Titan adquirió el sello estadounidense de ficción dura Hard Case Crime y desde entonces ha lanzado varios cómics y novelas gráficas bajo la marca Hard Case Crime. Heroic Signatures le otorgó a Titan la licencia para publicar nuevos títulos protagonizados por Conan el Bárbaro en 2022. A partir de 2021, los directores editoriales de Titan Comics son Ricky Claydon y John Dziewiatkowski.

## Titan Manga
En 2022, Titan Publishing Group lanzó Titan Manga, un sello centrado únicamente en series de manga, siendo su primer lanzamiento una "versión del director" de Afro Samurai de Takashi Okazaki.